# Про падіння та завоювання Британії
«Про падіння та завоювання Британії» (лат. De Excidio et Conquestu Britanniae) — твір, написаний латинською мовою британським священнослужителем VI століття Ґільдасом Мудрим. За формою — це проповідь у трьох частинах, що засуджує вчинки сучасників Гільдаса, як світських, так і релігійних, на яких він покладає відповідальність за жахливе становище у постримській Британії. Це одне з найважливіших джерел з історії Британії V і VI століть, оскільки є єдиним значущим твором за цей період, створеним майже сучасником подій.
Частина I містить розповідь про історію Великої Британії від римського завоювання до часів Гільдаса; сюди входять посилання на Амвросія Авреліана та перемогу британців над саксами у битві при горі Бадон. Частина II — це засудження п'яти королів, таких, як Мелгун Гвінед, за їхні гріхи, яка містить як незрозумілі події, так і відносно добре задокументовані факти. Частина III — подібний до попередньої частини випад у бік британського духовенства тієї епохи.

## Історія рукопису
«Про падіння та завоювання Британії» має велике значення для історичних досліджень, оскільки, хоча і не задумана насамперед як історична, але є чи не єдиним збереженим джерелом, написаним майже сучасником подій V і VI століть у Британії. Кембриджська історикиня Карен Джордж у вичерпному дослідженні тексту Гілдаса припускає, що текст створено у діапазоні між 510 та 530 роками. На думку історика Гая Галсолла існує кілька доказів більш раннього датування твору, за якими він написаний наприкінці V століття. Зокрема на це вказують риторична освіта Гілдаса, його стиль латини, підняті теологічні проблеми та інші деталі.
Ендрю Бриз стверджує, що Гілдас писав «De Excidio» у 536 році, у розпал екстремальних погодних умов 535—536 років, оскільки згадує «певний густий туман і чорну ніч», що висіла над всім Британським островом, але не згадується наступний голод у 537 році.
Задум Гілдаса полягав у тому, щоб проповідувати своїм сучасникам за методом старозавітних пророків, а не писати розповідь про наслідки. Таким чином, він подає історичні подробиці там, де це відповідає його меті. Наприклад, він зробив один із перших описів валу Адріана та, можливо, Антонінового валу, хоча його розповідь про їх історію вкрай неточна.. Однак він опускає деталі там, де вони не сприяють його меті: він називає мало імен і не вказує точних дат. Тим не менш, «De Excidio» залишається важливою роботою не лише для середньовічної історії, але й для історії Великої Британії загалом, оскільки є однією з небагатьох робіт, написаних у Британії VI століття.
У трактаті Гільдас згадує, що рік його народження збігається з роком битви при горі Бадон, яка ймовірно відбулась у 482 році. Риторичний стиль письма вказує на класичну латинську освіту, яка навряд могла бути доступна британцям після V століття. «Аннали Камбрії» називають датою його смерті — 570 рік, однак «Аннали Тигернаха» датують смерть автора 569 роком.
Найдавніший рукопис — коттонівський MS. «Vitellius A. VI», датований 11-м століттям, був пошкоджений пожежею 1731 року, але використаний Теодором Моммсеном у своїй роботі. Найдавніше цитування міститься в великих цитатах і перефразуваннях, зроблених Бедою Преподобним у «Церковній історії народу англів», найдавніші рукописи якої датуються VIII століттям.
Трактат Гілдаса вперше був опублікований у 1525 році Полідором Вергілієм, але з багатьма визнаними змінами та упущеннями. У 1568 році Джон Джоселін, секретар архієпископа Паркера, зробив його нове видання, яке більш відповідає рукописним джерелам, а у 1691 році в Оксфорді з'явилося ще ретельніше перероблене видання Томаса Гейла.

## Короткий виклад

### Частина І
Перша частина складається з пояснення Гільдасом його роботи та короткого оповідання про Римську Британію від її завоювання до моменту написання.

### Частина ІІ
Друга частина складається із засудження п'яти британських королів, і оскільки це єдина сіноптична інформація про них, то є унікальною для вивчення історії Великої Британії того періоду. Гільдас використовує засудження у вигляді алегорії з біблійними звірами із Книги пророка Даниїла та Книги Одкровення. Твір уподібнює царів до звірів: лева, леопарда, ведмідя та дракона:
- «Костянтин — тиранічне левеня нечистої дамнонської левиці».
- «…левеня Аврелій Конан».
- «Вортіпор …, який полюбляє плямистого леопарда … тирана Деметіїв».
- «Канеглейсс… ти ведмідь».
- «…дракон з острова … Маглокуна».

### Частина III
Третя частина починається словами: «Британія має священиків, але вони дурні; численних міністрів, але вони безсоромні; кліриків, але вони хитрі крадії». Гільдас продовжує свою єреміаду проти духовенства свого покоління, але прямо не згадує жодного імені в цьому розділі, тому і не проливає світла на історію британської церкви в цей період.

## Наслідування в англосаксонський період
Після завоювання Британії, описаного в «De excidio», Гільдас продовжував бути важливою моделлю для англосаксонських письменників, що писали латиною та англійською. Історія Беди Пребодобного Церковна історія народу англів в значній мірі покладається на твір Гільдаса у частині вторгнення англосаксонців та практично цитує тези про втрату божественної прихильності британцями, припускаючи, що це прокляття, в свою чергу, перейшло до християн-англосаксів, сучасників Беди.
У пізніший, давньоанглійський період, писання Гільдаса є основною моделлю, що була використана Алкуїном для подолання наслідків вторгнення вікінгів, зокрема у листах, що стосуються розграбування Ліндісфарна у 793 році. Посилання на Гільдаса, як історичний приклад, служить для просування ідеї моральної та релігійної реформи як засобу проти вторгнень. Так само Вульфстан з Йорку звертається до творів Гільдаса, для того, щоб зробити подібне в проповідях, зокрема в Sermo Lupi ad Anglos.

## Інші історичні наслідки
Робота Гільдаса важлива з причин, що виходять за межі історичної інформації, яку він подає. Під час створення твору, Британія була християнською. Гільдас використовує латинську мову для звернення до правителів, яких він пережив, і розглядає британців, принаймні певною мірою, як римських громадян, незважаючи на крах центральної імперської влади. До 597 року, коли Августин Кентерберійський прибув до Кента, Англія, або більша частина її була заселена прихильниками англосаксонського язичництва, і нові правителі більше не вважали себе римськими громадянами. Точніше знайомство зі словами Гільдаса, забезпечує трохи більшу впевненість у термінах переходу від Постримської Британії до англосаксонської Англії. Впевненість, яка могла бути ціннішою, оскільки точних дат та достовірних фактів цього періоду дуже мало.